# 청주오창도서관
청주오창도서관(淸州梧倉圖書館)은 대한민국 충청북도 청주시 청원구 오창읍에 있는 시립 도서관으로 2016년 7월 13일에 청주목령도서관에서 이관됐다.

## 이력
- 2016년 7월 13일에 청주목령도서관에서 이관됐다.
- 2016년 7월 13일에 개관하였다.

## 현황 및 이용안내

##### 현황
- 위치: 충청북도 청주시 청원구 오창읍 두릉유리로 1141-10
- 장서: 총 80,833권(2017-06-30 기준)
  - 일반도서: 39,224권
  - 아동도서: 37,660권
  - 점자도서: 92권
  - 외국도서: 3,857권

##### 운영시간
| 구분                           | 평일        | 토·일       |
| ------------------------------ | ----------- | ----------- |
| 어린이 모자 자료실             | 09:00~18:00 | 09:00~18:00 |
| 종합(정기간행물, 디지털)자료실 | 09:00~22:00 | 09:00~18:00 |

##### 휴관일
- 매주 월요일
- 관공서의 공휴일에 관한 규정이 정하는 공휴일

#### 시설
- 2층: 어린이자료실, 모자열람실
- 3층: 종합자료실, 정기간행실, 디지털자료실

#### 이용안내
- 도서관 이용안내 보관됨 2017-09-09 - 웨이백 머신

## 같이 보기
- 청주목령도서관